# Anolis santamartae
Anolis santamartae (санта-мартанський аноліс) — вид ігуаноподібних ящірок родини анолісових (Dactyloidae). Ендемік Колумбії.

## Поширення і екологія
Санта-мартанські аноліси мешкають на східних схилах гірського масиву Сьєрра-Невада-де-Санта-Марта на півночі Колумбії. Вони живуть в гірських тропічних лісах.